# دالگوپول
دالگوپول شهری در استان وارنا کشور بلغارستان است که جمعیت آن در سال ۲۰۰۱ میلادی ۵٬۳۱۹ نفر بوده‌است.